# Buzezi
Buzezi (serb. Бузец, Buzec) – wieś w Kosowie, w regionie Prizren, w gminie Dragaš. W 2011 roku liczyła 320 mieszkańców. 